# Pozemne zlatovrane
Pozemne zlatovrane ili dolinske modrivrane (lat. Brachypteraciidae) su malena porodica ptica stanarica ograničenih na Madagaskar. U srodstvu su s vodomarima, pčelaricama i zlatovranama. Najviše podsjećaju na ove zadnje i neki autori ih smatraju potporodicom zlatovrana.

## Opis
Pozemne modrivrane su velike kao vrane i građene kao zlatovrane, duge 25–49 cm. Love i gmazove i velike kukce. Više su vezane za kopno od vrsta porodice zlatovrana, a to se ogleda na njihovim dužim nogama i kraćim i oblijim krilima.
Nisu veoma šarene kao zlatovrane i bljeđe izgledaju i imaju pruge ili točke po tijelu. Mnogo su povučenije i plašljivije od svojih srodnika i teško ih je zamjetiti u šumama. Obično je njihovo glasanje jedino što odaje njihovu prisutnost.
Ove ptice se gnijezde u parovima u rupama u tlu koje iskopaju same, za razliku od zlatovrana koje se vrlo rijetko gnijezde u rupama, pa čak i tada ih uopće ne kopaju same.

## Sistematika
Analize mitohondrijske DNK su potvrdile sistematiku ove grupe, ali su naglasile da odvajanje roda Geobiastes u Brachypteracidae, kako je to rađeno od 1960-ih, treba povratiti na staro barem dok se ne nađu neki dokazi da zaista pripadaju ovdje (npr. fosilni ostaci). Trenutno ne postoje nikakvi fosili pozemnih modrivrana; fosili iz Europe koji potiču iz razdoblja eocena, isprva smatrani da su srodnici ove porodice, su se kasnije pokazali dosta različitim od njih. Do dan danas nema dokaza da su pozemne modrivrane ikada napustile Madagaskar.

## Vrste
Postoji pet vrsta u četiri roda:
Porodica Brachypteraciidae
- Rod Brachypteracias
  - Brachypteracias leptosomus
- Rod Geobiastes
  - Geobiastes squamiger
- Rod Uratelornis
  - Uratelornis chimaera
- Rod Atelornis
  - Atelornis pittoides
  - Atelornis crossleyi

## Vanjske poveznice
|  | Zajednički poslužitelj ima stranicu o temi Brachypteraciidae    |
|  | Zajednički poslužitelj ima još gradiva o temi Brachypteraciidae |
|  | Wikivrste imaju podatke o taksonu Brachypteraciidae             |